# فریبا رحیمی
فریبا رحیمی (زادهٔ ۱۸ سپتامبر ۱۹۷۹) مدل و بازیگر ایرانی-نروژی است. 

## زندگی‌نامهٔ حرفه‌ای
فریبا در تهران متولد شد و در سن ۱۶ سالگی از ایران خارج و به ترکیه رفت و از سن ۱۸ سالگی ساکن نروژ است. وی که یک پرستار است، کار مدلینگ خود را از شهر تروندهایم آغاز کرد. فریبا بابت مدلینگ برای ورساچه و همچنین بازی در چند فیلم آفریقایی شناخته می‌شود. فریبا رحیمی همچنین یکی از اعضای «شورای فوربز» است که انجمنی برای رهبران و چهره‌های برجسته در دنیای تجارت و بازرگانی است. در ماه مه ۲۰۲۰، او رسماً اعلام کرد که می‌خواهد یک مدرسه و یک بیمارستان در آفریقا بسازد.

## نگارخانه

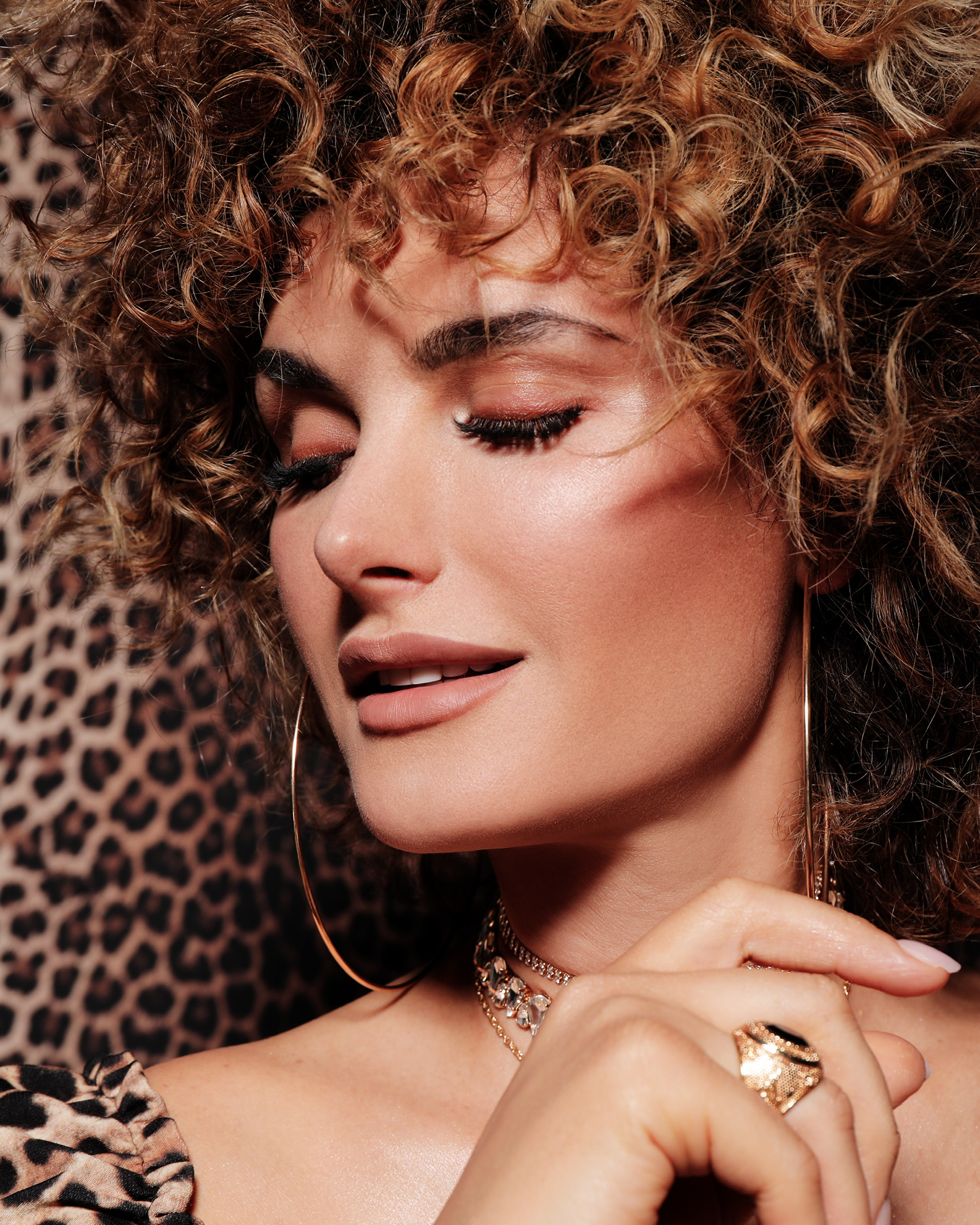
فریبا رحیمی در نروژ
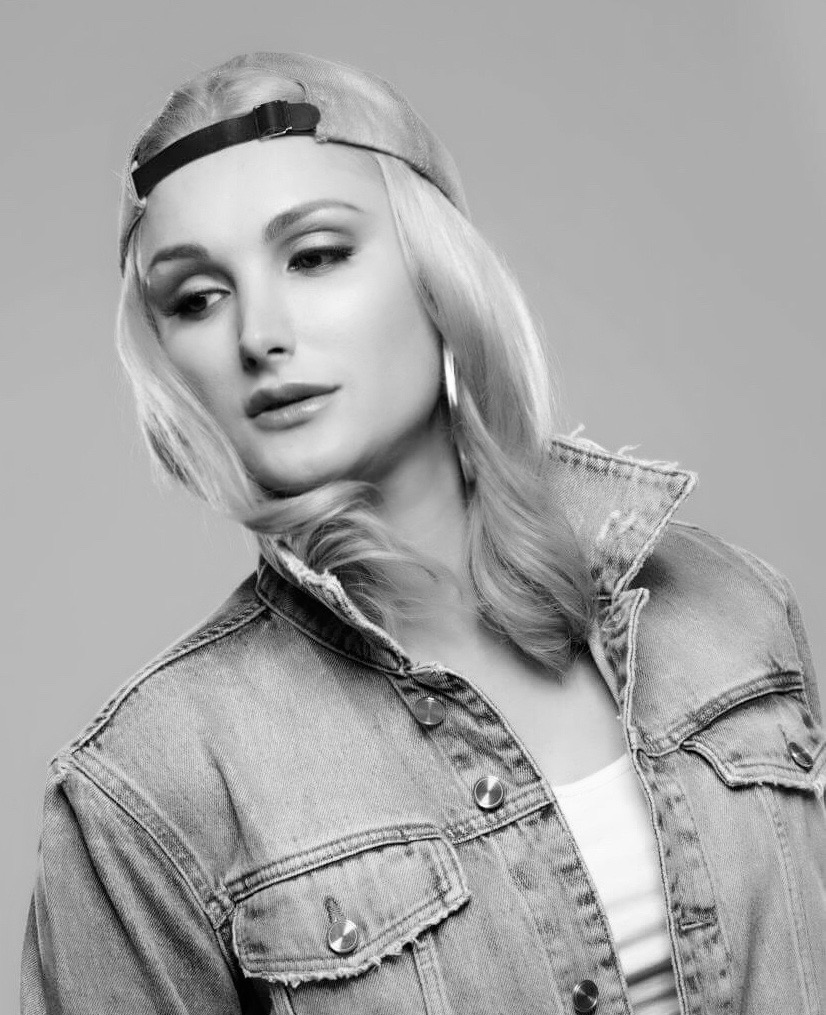
تصویر سیاه‌وسفیدی از فریبا رحیمی
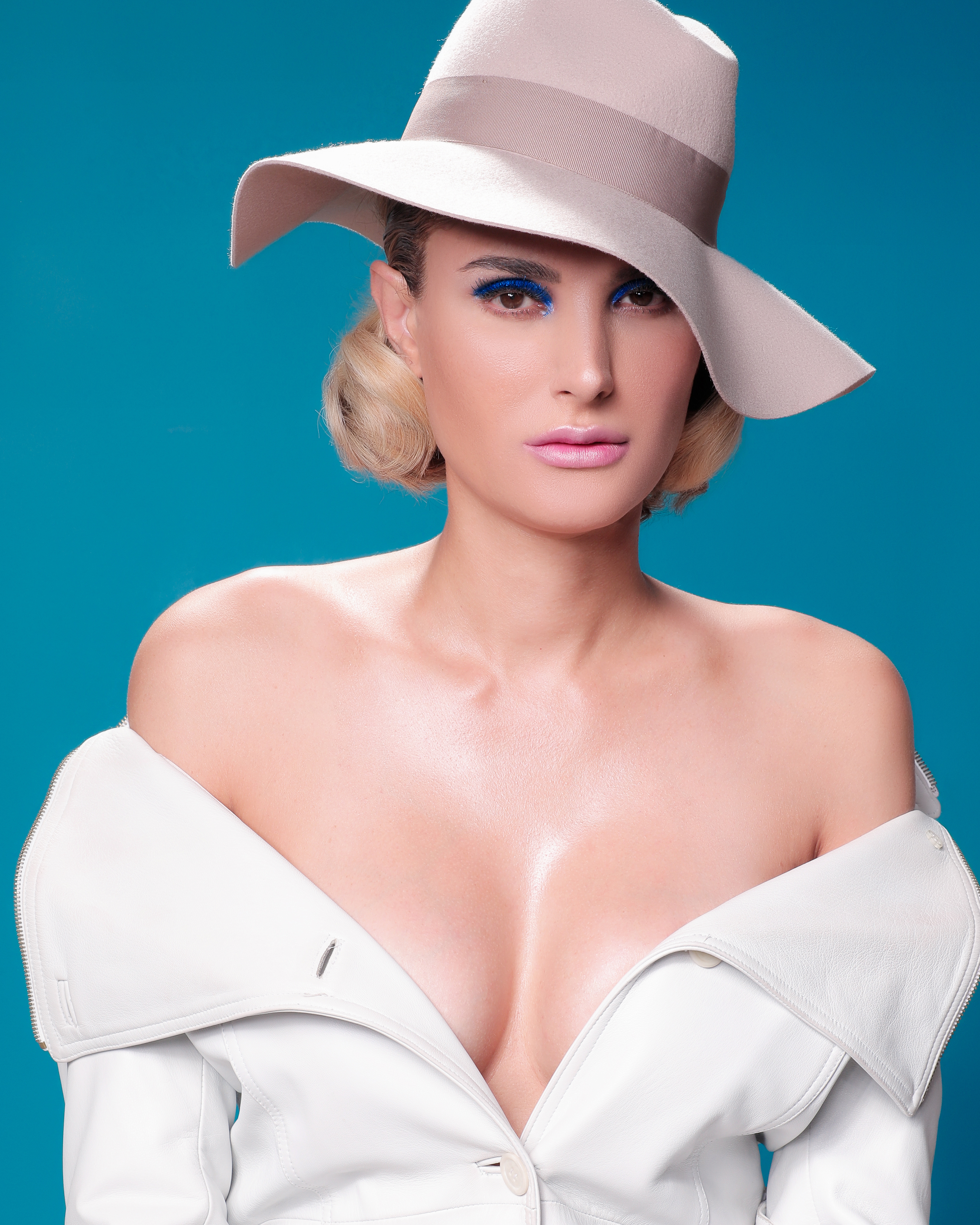
فریبا رحیمی در لباسی سپید
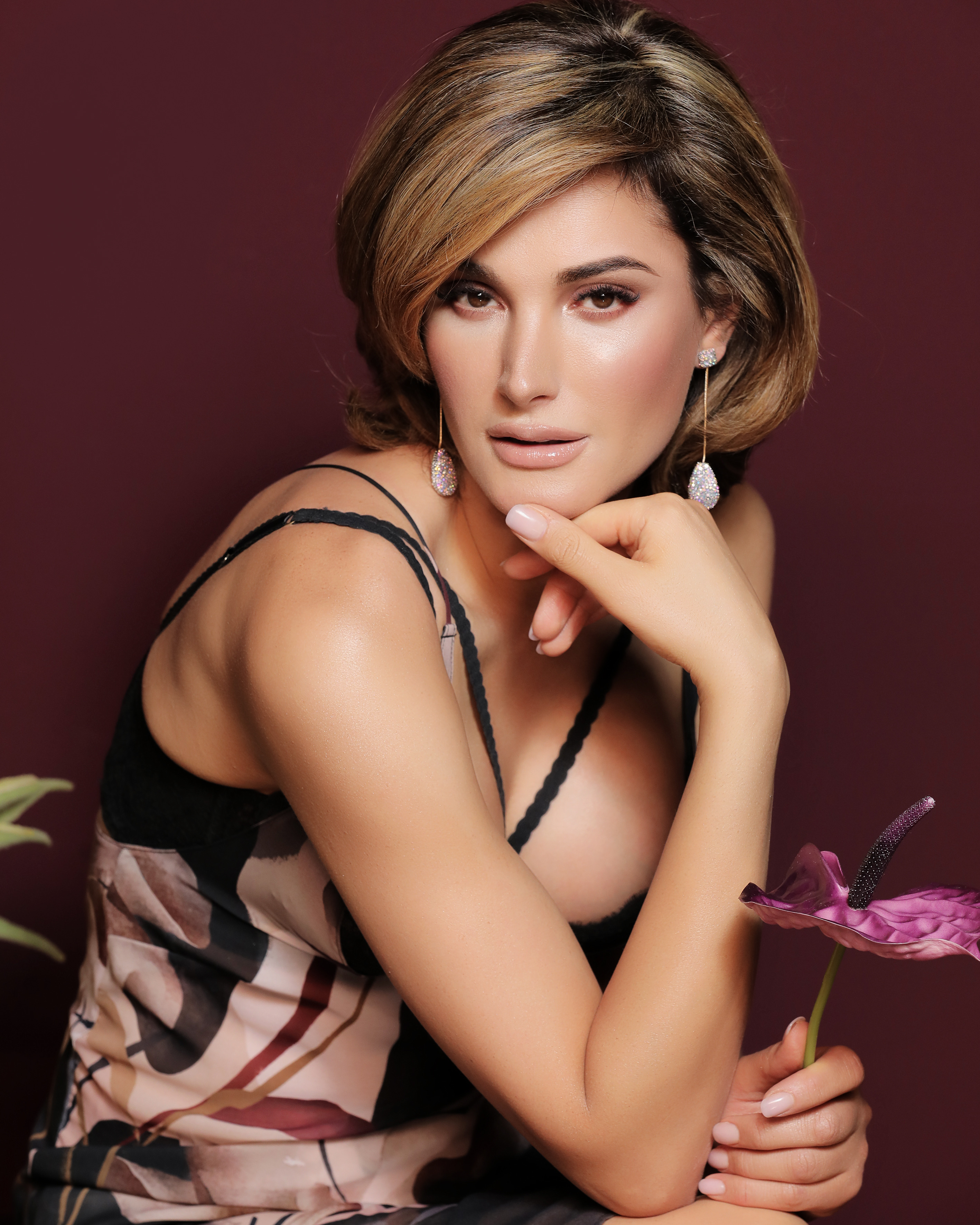
فریبا رحیمی در ۲۰۲۰
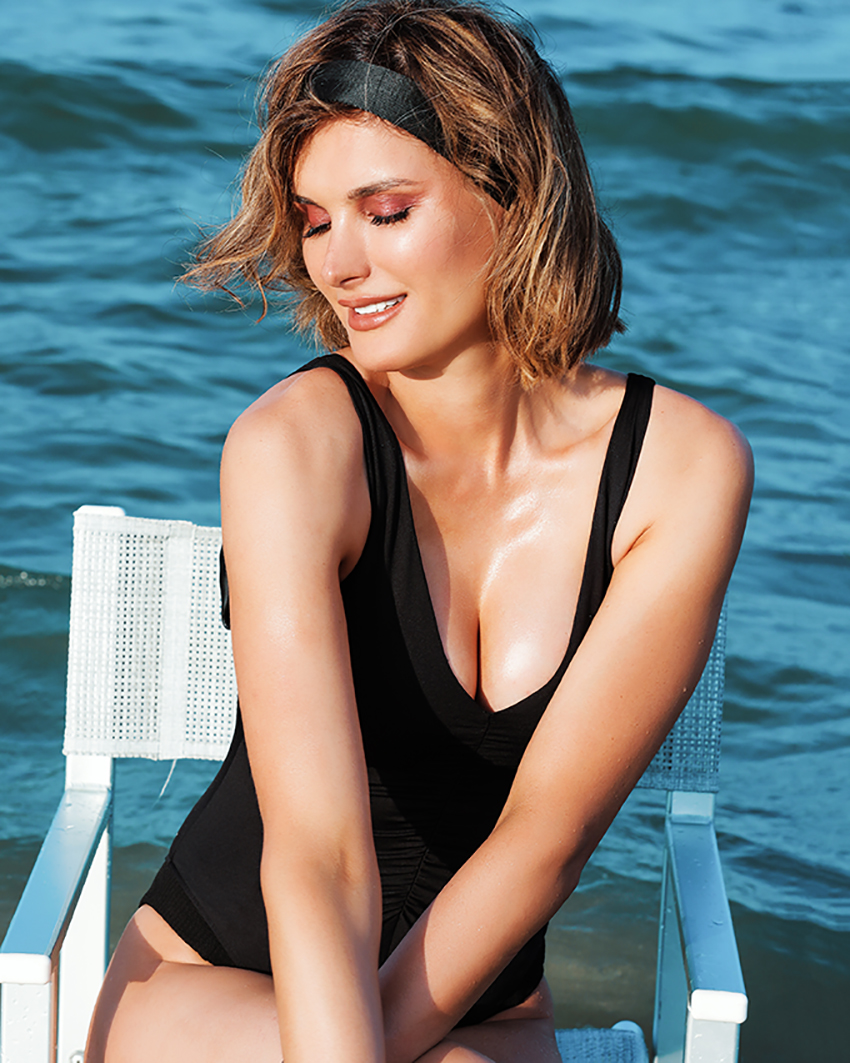
فریبا رحیمی در کنار اقیانوس
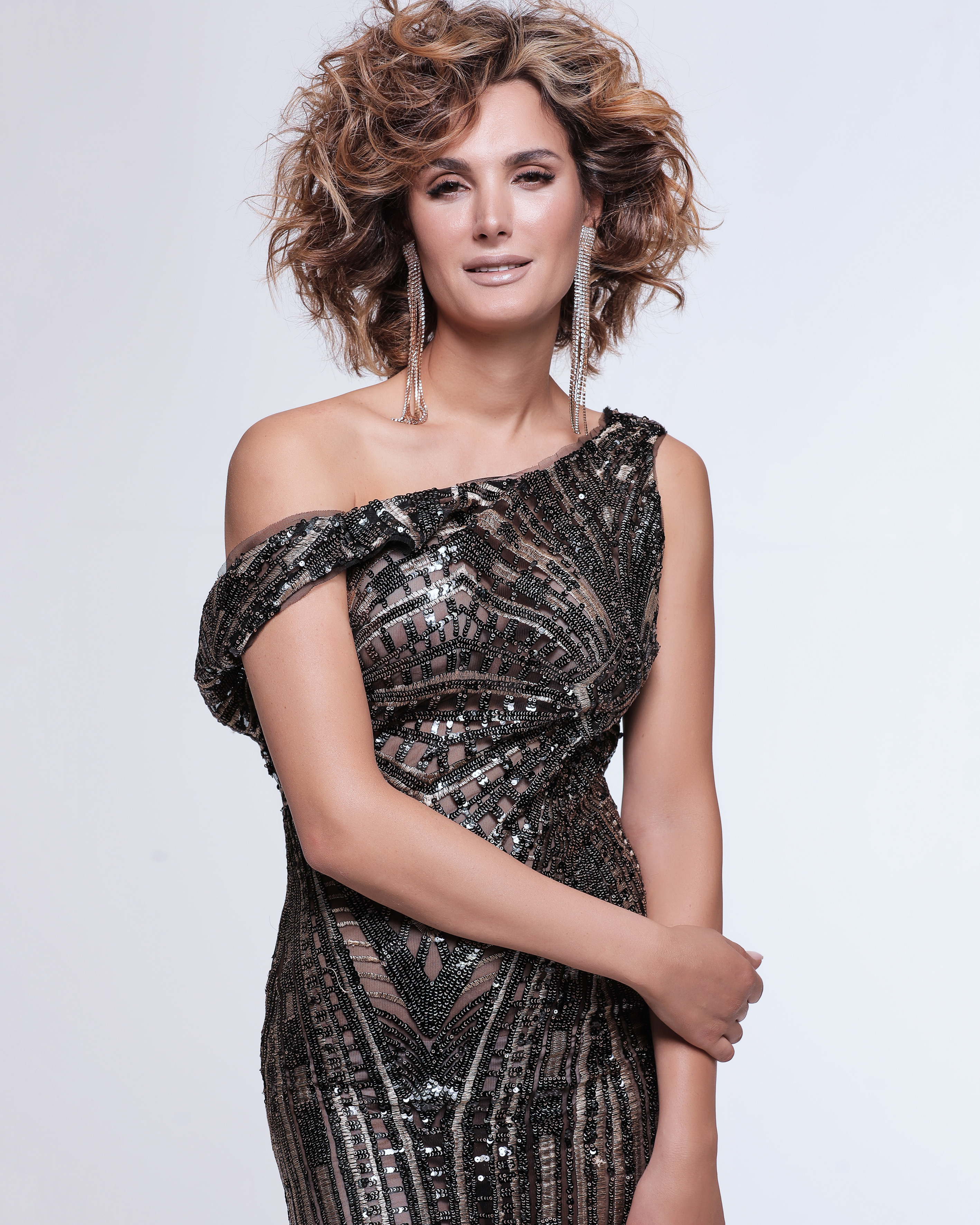
فریبا رحیمی در نروژ